# Horace Crocicchia
Horace Valentin Crocicchia, né le 6 novembre 1888 à Tulle et mort le 12 octobre 1976 à Nice, est un administrateur colonial français qui fut gouverneur des Établissements français dans l'Inde, de la Côte-d'Ivoire et de la Guinée française.

## Biographie
Horace Crocicchia est corse d'origine. Son père est fonctionnaire des chemins de fer. Il passe sa licence en Droit et commence sa carrière dans l'administration coloniale. En 1913, il s'occupe des affaires indigènes et en 1923, il atteint le rang d'administrateur.
Crocicchia est, au milieu des années 1920, chef de cercle de Niamey au Niger. À Noël  1924, il participe à Niamey à la Mission Tranin-Duverne qui traverse l'Afrique. Il lutte contre le culte « Hauka » surgissant parmi les Songhais dans l'ouest du Niger en raison de sa redoutable subversion et des phénomènes de transes qu'il implique. Dès lors, il reçoit le surnom de « méchant major » ou de « Korsaki » (pour ses origines corses). En 1929, Crocicchia atteint le grade de capitaine d'infanterie des troupes coloniales en Afrique occidentale française.
Horace Crocicchia succède à Léon Solomiac en 1936 comme gouverneur des Établissements français dans l'Inde, fonction qu'il conserve jusqu'en 1938. Ensuite, il est nommé gouverneur de la Côte-d'Ivoire. Après l'armistice de Compiègne de juin 1940, il s'accommode du nouveau régime de Vichy. Il s'efforce de soutenir la culture du coton dans la colonie. Crocicchia, qui avait rencontré un major britannique de la Gold Coast, aurait donc manifesté de la sympathie pour les Britanniques et, en 1940, il perd son poste de gouverneur de la Côte d'Ivoire en conséquence. Finalement, il est nommé en 1942 gouverneur de Guinée française et il prend sa retraite en 1944.

## Distinctions
- Chevalier (1926) et officier (1933) de la Légion d'honneur[10]